# Лівонське королівство
Ліво́нське королі́вство — держава, формально проголошена Іваном Грозним під час Лівонської війни.

## Історія
Після того, як в 1568 році у війну вступила Швеція, Івану Грозному довелося відмовитися від прямого завоювання Лівонії. З квітня 1569 Іван IV розглядав план створення в Лівонії держави, очолюваної данським принцом, герцогом Магнусом як васалом царя. Магнуса цей проєкт зацікавив, і в вересні він відправив своїх посланців до Москви. Було досягнуто попередньої угоди, і 27 листопада посланці отримали від царя в Олександрівській слободі грамоту, яка містить умови для створення васальної Лівонської держави.
10 червня 1570 Магнус прибув до Москви і був прийнятий з великою урочистістю. Він був офіційно проголошений королем Лівонії, дав клятву вірності царю і був заручений з княжною Євфимєєю Старицькою, дочкою князя Старицького.
Магнус привів із собою лише малий контингент солдат, але як король Лівонії він був призначений командувачем московськими військами, що посилаються проти шведів. 25 червня він з московською експедиційною армією рушив до Лівонії, і 21 серпня приступив до облоги Ревеля.
Іван Грозний розраховував, що данський король Фредерік II надішле флот на допомогу своєму молодшому братові Магнусу, але ці надії не виправдалися, і облогу Ревеля довелося зняти. Проте в цілому ідея створення васального королівства виявилася вдалою — Магнус, син європейського короля, був в очах лівонського дворянства набагато кращим за Івана Грозного. При цьому його лояльність Москві не викликала сумнівів.
Намагаючись зміцнити своє хитке становище, у 1577 році Магнус почав таємні переговори з королем Польщі Стефаном Баторієм, в результаті яких він передав права на трон роду Баторі. Магнус звернувся до населення з закликом, щоб вони здавалися, якщо не хочуть бути захопленими Іваном Грозним. Окремо наголошувалося, що це робиться для подальшого їх повернення в Польське володіння. Дізнавшись про це, Іван Грозний заарештував Магнуса. Пізніше Магнус був помилуваний і відпущений. Втративши королівство, Магнус помер у злиднях.